# Andre Wisdom
Andre Alexander Shaquille Wisdom (ur. 9 maja 1993 w Leeds) – angielski piłkarz jamajskiego pochodzenia grający na pozycji obrońcy. 

## Kariera klubowa
Wisdom rozpoczął grę w piłkę w Bradford City, skąd w wieku 14 lat odszedł do Liverpoolu.
W Liverpoolu regularnie grał w rezerwach i akademii. We wrześniu 2010 meczu znalazł się na ławce w spotkaniu Pucharu Ligi z Northampton Town. W lipcu 2011 roku podpisał nowy kontrakt z klubem.
20 września 2012 roku zadebiutował w klubie w meczu z BSC Young Boys w Lidze Europy i strzelił głową bramkę po rzucie rożnym. W następnym tygodniu zagrał w Pucharze Ligi z West Bromwich Albion, a trzy dni później wystąpił od pierwszych minut w meczu z Norwich City w Premier League. Utrzymał pozycję w pierwszym zespole i po raz pierwszy wystąpił na Anfield w meczu zakończonym bezbramkowym remisem ze Stoke City. 28 października 2012 zagrał w swoich pierwszych Derbach Merseyside.
9 stycznia 2013 roku podpisał nowy, długoterminowy kontrakt z Liverpoolem.
Wisdom, wobec dużej konkurencji na swojej pozycji, 22 października 2013 r. został wypożyczony do końca sezonu 2013/2014 do drugoligowego Derby County. W trakcie udanego okresu spędzonego na wypożyczeniu obrońca wystąpił w 38 meczach, docierając z Derby do finału rundy pucharowej rozgrywek Championship.
Przed rozpoczęciem kolejnego sezonu Wisdom po raz kolejny został wypożyczony na rok, tym razem do grającej w Premier League drużyny West Bromwich Albion.

## Statystyki kariery
Aktualne na dzień 17 kwietnia 2016 r..
| 2012/13            | Liverpool            | Premier League     | 12 | 0 | 2 | 0 | 1 | 0 | 4 | 1 | 19 | 1 |
| 2013/14            | Liverpool            | Premier League     | 2  | 0 | 0 | 0 | 1 | 0 | — | — | 3  | 0 |
| 2013/14            | Derby County (wyp.)  | Championship       | 37 | 0 | 1 | 0 | — | — | — | — | 38 | 0 |
| 2014/15            | West Bromwich (wyp.) | Premier League     | 24 | 0 | 1 | 0 | 1 | 0 | — | — | 26 | 0 |
| 2015/16            | Norwich City (wyp.)  | Premier League     | 10 | 0 | 0 | 0 | 2 | 0 | — | — | 12 | 0 |
| Łącznie w karierze | Łącznie w karierze   | Łącznie w karierze | 83 | 0 | 4 | 0 | 4 | 0 | 4 | 1 | 97 | 1 |

## Sukcesy

### Reprezentacja
Anglia U-16
- Victory Shield: 2008

Anglia U-17
- Mistrzostwa Europy U-17: 2010